# Schwarze Früchte
Schwarze Früchte ist eine deutsche Dramedy-Serie, die erstmals 2024 veröffentlicht wurde und sich mit den Lebensrealitäten schwarzer und queerer Menschen in Hamburg auseinandersetzt. Die Serie wurde von Lamin Leroy Gibba geschaffen, der auch die Hauptrolle des Lalo übernahm und als Hauptautor fungierte.

## Handlung
Im Mittelpunkt der Serie steht Lalo, ein junger Mann in seinen Zwanzigern, der nach dem Abbruch seines Architekturstudiums ziellos durch Hamburg treibt und versucht, Künstler zu werden. Der kürzliche Tod seines Vaters hat ihn aus der Bahn geworfen, und seine Beziehung zu Tobias scheitert kurz nach Beginn der Serie. An seiner Seite ist Karla, seine beste Freundin aus Kindertagen, die eine erfolgreiche Karriere in der Finanzwelt verfolgt. Trotz ihres beruflichen Erfolgs kämpft Karla mit Sexismus und Rassismus am Arbeitsplatz und mit ihrer eigenen Identität. Weitere wichtige Figuren sind Karlas Schwester Lotta, Lalos bester Freund Bijan und der Künstler Joshua. Die Serie thematisiert die Herausforderungen der Selbstfindung, den Umgang mit Verlust und die Suche nach Zugehörigkeit, wobei sie gleichzeitig Rassismus, Sexismus und Queerfeindlichkeit in der Gesellschaft beleuchtet.

## Produktion
Schwarze Früchte wurde von Jünglinge Film und Studio Zentral produziert und unter dem Dach der ARD Degeto realisiert. Lamin Leroy Gibba fungierte als Schöpfer, Hauptautor und Hauptdarsteller und arbeitete mit einem Team zusammen, das aus Sophia Ayissi Nsegue, Naomi Kelechi Odhiambo, Lisa Tracy Michalik und Sarah Claire Wray bestand.
Die Regie übernahmen Elisha Smith-Leverock und David Uzochukwu, die beide einen Hintergrund im Bereich der Fotografie haben und der Serie eine besondere visuelle Ästhetik verliehen. Die Kameraführung lag in den Händen von Claudia Schröder und Malcolm Saidou.
Das Ensemble und das Team hinter der Kamera wurden bewusst divers zusammengestellt, mit Fokus auf queeren Personen und People of Color. Dies stellte eine bewusste Ansage an die deutsche Filmbranche dar und sollte die Vielfalt vor und hinter der Kamera fördern.

## Veröffentlichung
Die Serie feierte im Juni 2024 auf dem Tribeca Festival in New York ihre Premiere. Alle acht Folgen waren in der ARD-Mediathek verfügbar und wurden zusätzlich im Fernsehen auf One ausgestrahlt.

## Episodenliste
| Nr. (ges.) | Nr. (St.) | Originaltitel | Erstveröffentlichung Deutschland |
| ---------- | --------- | ------------- | -------------------------------- |
| 1          | 1         | Folge 1       | 18. Okt. 2024                    |
| 2          | 2         | Folge 2       | 18. Okt. 2024                    |
| 3          | 3         | Folge 3       | 19. Okt. 2024                    |
| 4          | 4         | Folge 4       | 19. Okt. 2024                    |
| 5          | 5         | Folge 5       | 19. Okt. 2024                    |
| 6          | 6         | Folge 6       | 19. Okt. 2024                    |
| 7          | 7         | Folge 7       | 19. Okt. 2024                    |
| 8          | 8         | Folge 8       | 19. Okt. 2024                    |

## Rezeption
Schwarze Früchte wurde von Kritikern positiv aufgenommen und als Meilenstein in der deutschen Serienlandschaft bezeichnet. Gelobt wurden insbesondere die authentischen Dialoge, die komplexen Charaktere und die gelungene Mischung aus Drama und Comedy. Die Serie wurde für ihre ehrliche und humorvolle Darstellung der Herausforderungen junger schwarzer und queerer Menschen in Deutschland gewürdigt. Kritiker hoben hervor, dass die Serie ohne didaktischen Zeigefinger auskommt und stattdessen Raum für Interpretationen lässt. Die ironische und kluge Erzählweise wurde als außergewöhnlich für deutsche Serien gelobt. Gleichzeitig wurde Schwarze Früchte als ein typisches Beispiel für seltene, öffentlich-rechtliche LGBT-Produktionen genannt, die aus dem linearen Fernsehen verdrängt werden. Die Sendezeit (23:00 Uhr – 3:20 Uhr) und der Sender der TV-Premiere hinterlasse den Eindruck einer homophoben Programmierung.
Die Serie wurde 2025 für den Grimme-Preis in der Kategorie Fiktion nominiert, der als renommiertester Medienpreis Deutschlands gilt.